# Károly Schaffer

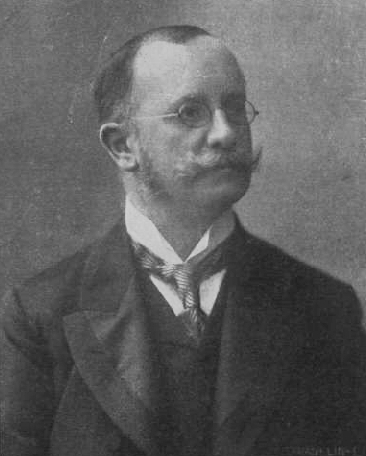
Károly Schaffer

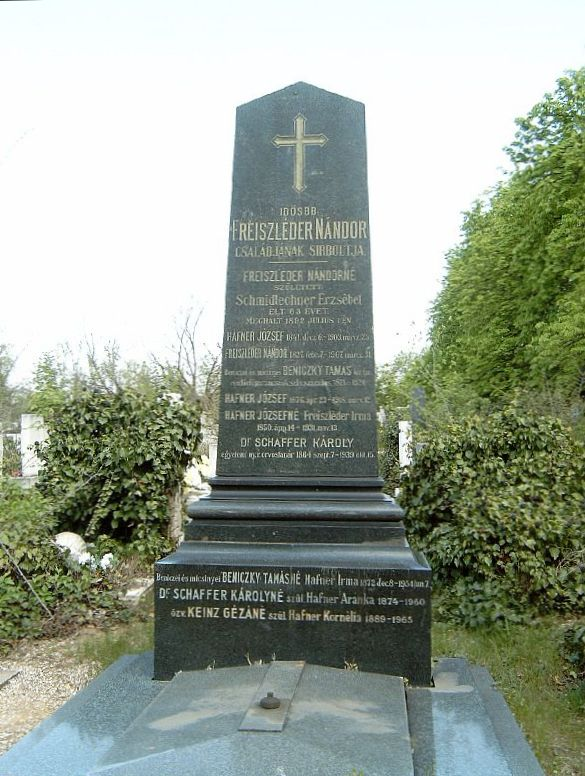
Grób Károly'ego Schaffera

Károly Schaffer, także Karl Schaffer (ur. 7 września 1864 w Wiedniu, zm. 16 października 1939 w Budapeszcie) – węgierski lekarz neurolog, neuropatolog i psychiatra. Włókna aksonów neuronów CA3 do CA1 hipokampa, tzw. kolaterale Schaffera, nazwane są na jego cześć. Twórca własnej szkoły neuropatologicznej.

## Życiorys
Urodził się w Wiedniu, gdzie pracował na kontrakcie jego ojciec, z zawodu artysta rzeźbiarz. Od urodzenia posługiwał się niemieckim jako drugim językiem ojczystym, jednak uważał się za Węgra i w domu rodzinnym rozmawiał po węgiersku (inaczej niż jego brat Frigyes). Studiował medycynę w Budapeszcie, uczęszczał też na wykłady Theodora Meynerta w Wiedniu. Ukończył studia w roku 1888, po czym podjął pracę jako asystent Károly'ego Laufenauera w jego budapeszteńskim laboratorium. W tym samym roku opublikował pierwszą pracę neuropatologiczną w niemieckim czasopiśmie „Archiv für Psychiatrie und Nervenkrankheiten”. Od 1889 do 1895 roku pracował jako asystent w Wydziale Psychiatrii Uniwersytetu w Budapeszcie. W 1891 roku studiował we Frankfurcie nad Menem u Weigerta i Edingera. W 1893 roku został Privatdozentem neuropatologii i neurologii. W 1895 roku opuścił klinikę Laufenauera i podjął pracę jako lekarz w Szpitalu Elżbiety oraz neurolog w Poliklinice Księcia Alberta Apponyi. W 1899 roku został profesorem, jednak bez katedry. W 1912 roku Schaffer otrzymał tytuł profesora nadzwyczajnego, i powierzono mu nowo utworzony Wydział Histologii Mózgu. W 1919 roku został profesorem zwyczajnym psychopatologii i neuropatologii. W 1925 został profesorem psychiatrii. 
W latach 1902–1905 opisał szczegółowo neuropatologię choroby Taya-Sachsa. 
Uczniami Schaffera byli m.in. Dezső Miskolczy, István Környey, Kálmán Sánta, Lajos Angyal, Béla Hechst-Horányi, Artúr Sarbó, László Epstein, Rezső Bálint, Sándor Ferenczi, Tibor Lehoczky, Ernő Frey, László Balassa, László Meduna i Pál Ranschburg.
Zmarł 16 października 1939 w Budapeszcie. Wspomnienia pośmiertne napisali Miskolczy i Scholz.

## Wybrane prace
- Über das morphologische Wesen und die Histopathologie der hereditär-systematischen Nervenkrankheiten. Berlin, 1926
- Az elmebetegségek és kapcsolatos idegbetegségek kórtana. Budapest, 1927
- Miskolczy D, Schaffer K. Anatomische Wesenbestimmung der hereditär-organischen Nerven-Geisteskrankheiten. Szeged, 1936
- Histopathologie des Neurons. Budapest-Leipzig, 1938
- Grundsätzliche Bemerkungen zur Pathogenese der amaurotischen Idiotie[4].  (1932/33)